# ケヴィン・デ・ブライネ
- ケヴィン・デ・ブライネ
- ケヴィン・デ・ブルイネ
- ケビン・デ・ブライネ
- ケビン・デ・ブルイネ

ケヴィン・デ・ブライネ（Kevin De Bruyne; オランダ語発音: [də ˈbrœynə] , 1991年6月28日 - ）は、ベルギー・ヘント出身のサッカー選手。セリエA・SSCナポリ所属。ベルギー代表。ポジションはミッドフィールダー（CM）。

## 経歴

### KRCヘンク
ベルギーのヘント生まれ。2003年からKAAヘントのユースチームからキャリアをスタートさせ、2005年からKRCヘンクに移籍した。2008年にトップチームに昇格し、2009年5月9日、シャルルロワSC戦でデビューを果たした。2010年2月7日、スタンダール・リエージュ戦でプロ初ゴールを記録した。このときデ・ブライネはまだ17歳だった。

### チェルシー
2012年1月、母親の生まれ故郷であるイングランドのウェスト・ロンドンの強豪、チェルシーFCに670万ポンドで移籍。契約は5年半だが、最初の半年は引き続きレンタルという形で元のチームKRCヘンクに所属することとなった。

### ブレーメン
2012年8月、ヴェルダー・ブレーメンにレンタル移籍。9月15日、ハノーファー96戦で移籍後初ゴールを記録すると、9月23日、VfBシュトゥットガルト戦でも得点を記録。最終的にリーグ戦10得点9アシストを記録した。この活躍からドイツのボルシア・ドルトムントやバイエル・レバークーゼンへの移籍が噂される中、2013年7月1日、チェルシーに復帰することが決まった。しかし、ジョゼ・モウリーニョ監督に嫌われ、レギュラーに定着できずに控え状態が続き、3試合しか出場できなかった。

### ヴォルフスブルク
モウリーニョ直々に中盤で6番手だということを言い渡されたことが決定打となり、出場機会を求めて2014年1月にVfLヴォルフスブルクに移籍した。背番号は14番。2014-15シーズンは、ブンデスリーガ全34試合に出場すると10得点20アシストを記録し、ヴォルフスブルクを2位に押し上げ、ドイツ年間最優秀選手も受賞した。

### マンチェスターシティ
2015年8月30日、イングランドのマンチェスター・シティFCに移籍した。移籍金はクラブの歴代最高額となる5500万ポンド。背番号は17番。加入後、すぐにスタメンに定着すると9月19日のウェストハム・ユナイテッドFC戦でシティ加入後初ゴールを挙げた。シーズン途中にケガで2ヶ月離脱するも、リーグ戦25試合に出場し7ゴール9アシストを記録した。CLやカップ戦を合わせると41試合に出場し16ゴール14アシストを記録。
2016-17シーズンは、マヌエル・ペレグリーニに代わりジョゼップ・グアルディオラが監督に就任。すぐに信頼を掴み取り、稀代の名将をして「彼の存在をありがたく思う。特別な選手だ」と言わしめた。9月10日のマンチェスターダービーでは1ゴール1アシストの活躍で勝利に貢献した。CL第4節ではホームにFCバルセロナを迎えると、1-1で迎えたFKの場面でマルク＝アンドレ・テア・シュテーゲン相手に縦回転のボールを蹴りこみ、ゴールを奪った。またアシスト数はリーグトップだった。
2018年1月22日、マンチェスター・シティと新たな5年契約の締結が発表された。2023年までの契約となった。2017-18シーズンは37試合の出場で2年連続でリーグトップとなる16アシストを記録し、新設されたプレミアリーグ・プレーメイカー・アワード（アシスト王）を受賞した。シティの優勝に大きく貢献し、PFA年間ベストイレブンにも選ばれた。2018-19シーズンは怪我によりプレミアリーグで僅か19試合の出場に終わるも、2019年FAカップ決勝ワトフォード戦ではゴールを決め更に2アシストの活躍で優勝に貢献した。
2019-20シーズンは第3節ボーンマス戦で、プレミアリーグでの通算50アシストに到達し、それまでメスト・エジルが記録していた140試合を大幅に更新し、リーグ史上最速の123試合目の出場で50アシスト達成の記録を樹立した。2020年1月21日、第24節シェフィールド・ユナイテッド戦でシーズン15アシストを達成し、これにより通算3回目となるプレミアリーグでのシーズン15アシストを記録、これも史上初の記録となった。最終的にシーズン20アシストまで量産し、プレミアリーグ1シーズンでの最多アシスト記録を持つティエリ・アンリの記録に並び、自身2度目のプレミアリーグ・プレーメイカー・アワード（アシスト王）を受賞。得点数も自己キャリア最多の13得点に到達した。シーズン通しての活躍によりマンチェスター・シティFCの選手としては史上初のPFA年間最優秀選手賞を受賞した。
2020-21シーズンは怪我離脱によりプレミアリーグ25試合の出場に留まるもティエリ・アンリ、クリスティアーノ・ロナウドに次ぐ史上3人目の2年連続でのPFA年間最優秀選手賞を受賞した。UEFAチャンピオンズリーグではチーム史上初の決勝へ進出しチェルシー戦に出場するも接触プレーにより鼻骨及び眼窩底骨を骨折、後半14分に負傷交代を余儀なくされ、チームも0-1と敗退した。
2021-22シーズン、リーグ第33節のウルバーハンプトン戦では4ゴールを挙げた。2022-23シーズン、リーグ第30節のサウサンプトン戦においてのアーリング・ハーランドへのアシストでプレミアリーグ通算100アシストを記録した。2023-24シーズン開幕戦のバーンリー戦にて先発出場したもののハムストリングを痛め、負傷交代を余儀なくされた。5ヶ月間のリハビリを経て、2024年1月7日FAカップ3回戦のハダースフィールド戦にて途中出場して公式戦復帰。この試合で1アシストを決めた。その後リーグ第21節のニューカッスル戦にも途中出場してプレミア復帰を果たし、そして1ゴール1アシストを記録。逆転勝利に貢献した。
2024-25シーズン中の2025年4月4日、自身のSNSで同シーズンがマンチェスター・シティでの最後のシーズンであると表明した。

### ナポリ
2025年6月12日、イタリアのSSCナポリにフリートランスファーで加入した。契約は2年＋1年の延長オプション付き。移籍の決め手に関してデブライネの父は「イタリアという高いレベルにあるリーグで2年契約を提示してくれたため」と話している。

## 代表経歴
U-18、U-19、U-21の各年代のベルギー代表に選出され、2010年8月11日、親善試合のフィンランド代表戦でベルギー代表としてのデビューを果たした。また、2012年10月12日のW杯予選・セルビア戦で代表初得点を挙げている。
2014 FIFAワールドカップでは、グループリーグ第1戦のアルジェリア戦、第2戦のロシア戦に出場し、第3戦の韓国戦は欠場している（第2戦終了時にベルギーのグループリーグ1位通過が決まったため）。なお、アルジェリア戦ではマルアン・フェライニの同点弾をアシストしてマン・オブ・ザ・マッチに選ばれている。決勝トーナメント1回戦のアメリカ戦では延長前半3分に先制点を挙げ、更にロメル・ルカクの決勝点をアシストした。準々決勝のアルゼンチンにもフル出場したものの、この試合ベルギーは1-0で敗れ大会を去っている。UEFA EURO 2016では5試合に出場し、3アシストを決め、準々決勝まで勝ち上がった。
2018 FIFAワールドカップでは、日本戦で後半49分の決勝点の起点になり、決勝トーナメント準々決勝のブラジル戦で前半31分に決勝点となる2点目を挙げ、チームの勝利に貢献、3位決定戦のイングランド戦ではエデン・アザールのゴールをアシスト、チームの3位入賞に貢献した。
2021年、ユーロ2020、グループリーグ第2戦のデンマーク戦では途中出場すると、トラガン・アザールの同点ゴールをアシスト、更に決勝ゴールを挙げて勝利、決勝トーナメント進出に貢献した。2022 FIFAワールドカップでは、グループリーグ3試合すべてにフル出場したものの0ゴール0アシストに終わり、チームもグループリーグ敗退となった。
2023年3月21日、エデン・アザールの代表引退を受けて、デ・ブライネがベルギー代表の新しいキャプテンに就任することが発表された。 2024年5月28日、彼はUEFA Euro 2024に向けたベルギー代表メンバーに選出された。 その数日後の6月5日、デ・ブライネは自身の100試合目となる代表戦に出場し、さらに1ゴールを記録した。この試合は大会前の親善試合で、モンテネグロ代表に2-0で勝利した。

## 評価
ジョゼップ・グアルディオラは「ケビン（デ・ブライネ）は私が今まで見てきた中で最高の選手のうちの一人だね。特に、ゲームメイクの点に関してね。彼はトップクオリティーの選手だし、とても落ち着いている。私は彼と共に仕事することができて嬉しいし、誇りに思っている」と語り、デ・ブライネを、リオネル・メッシを含む自身が思う最高の選手のうちの一人だと称賛した。
また、クラブ公式の「シティTV」で放送されるドキュメンタリー番組「Made in Belgium 」で、「彼はマスタークラスの選手だ。私の人生でもベストの1人だ。現時点では彼が最高。今、ミッドフィールドのポジションでは彼が世界最高だよ」というコメントを残した。英BBCの老舗番組『マッチ・オブ・ザ・デイ』でアラン・シアラーが「デ・ブライネと同じチームでプレーして、ああいうパスを受けてみたかった」と語り、ギャリー・リネカーがそれに頷き、往年の名ストライカーたちが彼の話で盛り上がっていた。
ティム・シャーウッドは「デ・ブルイネはトップ中のトップだ。彼は世界のどこでもプレーできるし、現時点でマンチェスター・シティにおける最も価値のある選手だ。彼はどこにでも現れて、チームにとって大事な仕事をする。彼がフィットした状態を維持できれば、誰も止められない。信じられない選手だよ。」と語った。
英紙「デイリー・メール」でハリー・レドナップはバルセロナのオランダ代表MFフレンキー・デ・ヨングと並んで現在の地球上で最も優れたMFだと称賛し、特にデ・ブライネは、より優れたゴールスコアラーとし「彼はプレミアリーグのベストで、究極のMFとして見るべきだ」と賛辞を贈った。
元イングランド代表FW クリス・サットンは、英『Daily Mail』に寄稿したコラム内で「ケビン・デ・ブライネはプレミアの歴史の中で最高のパサーなんじゃないか？　この試合でリヴァプールを子ども扱いしているのを見て、そう考えずにはいられなかったよ。彼はポール・スコールズのようなパスレンジを備えていて、デイビッド・ベッカムのようなクロスに関する知識も持っている、さらにはデニス・ベルカンプばりの落ち着きもあるんだ。ペップ がどのポジションに据えようと、彼はその位置で最高になるのさ。今回のようなパフォーマンスを披露すれば、我々は彼をプレミアで最高の選手と称賛しなければいけないね」と絶賛した。
マンチェスター・シティのOBであるケビン・ホーロックは「彼は世界最高のMFだ。彼には全てがある。知性、バランス、左足、右足、どこで彼を止める？　彼は最高だ。あらゆるチームに入れるし、チームを進化させられる。インクレディブルだ。科学者が実験室で完璧なMFを作るなら、彼らはデ・ブライネを生み出すだろう」と絶賛した。
元 フランス代表のティエリ・アンリは 『 CBSスポーツ』のインタビューで、 ベルギー代表のアシスタントコーチとしてともに働いたことのある司令塔について、「今でも、彼はチームで最も重要な選手だと思っている」と語り「私は多くの選手に出会い、多くの選手とプレーし、多くの選手を見て、偉大な選手たちとプレーしてきた。その中でケビンの頭脳は、私がこれまで見た中で最高のものだと思う。時々何を考えているかわからないし、彼を見ていると、まるで私たちと一緒にいないかのようなところがある。でも、彼は私が今まで見てきた中で最も賢い選手だと思うよ。彼の考え方は、他の追随を許さないね」と絶賛。また6年間アシスタントコーチとして関わったことで「彼をより一層好きになった。別の惑星にいるようなものだ」とコメントした。
2022年のバロンドールにて3位にランクイン。

## 人物・エピソード
- 4歳の頃サッカーを始める。すぐに地元メディアからは神童として注目され、ベルギー中の全てのユースクラブがデ・ブライネのことを欲しがっていた[39]。

- 性格には、頑固な側面もあり、少年サッカー時代、怒りの余りサッカーゴールのポストにしがみついて一向に離れなかったことがある。3人がかりで引き離そうとしても、引き剥がすことができなかった。しかしながら、基本的には寡黙で、落ち着いていて、大人しい選手であり、チームが行なった唾液調査の結果、緊張の度合いが低すぎて、関係者が心配になったほど[40]。
- 15歳の頃、大人しすぎる性格だという事で里親から拒絶された経験を持つ。本人はこの経験を「飛躍のきっかけだった」と後に語っている[41]。
- 2014年10月に出版した自伝『Keep It Simple』の中で、自身の元交際相手が同じベルギー代表のティボ・クルトゥワと浮気していたと暴露し、クルトゥワを批判した。これについて元交際相手は、「先にデ・ブライネが私の親友と浮気をした。しかしこの話をしたら訴えると彼の両親から圧力をかけられていたのでずっと言えなかった」「ティボーは、私がケヴィンと付き合っている間に受けたことがないような扱いをしてくれたわ。私は彼に何だって話せたし、おいしいご飯まで作ってくれたの。ケヴィンならあり得ないわね。『ケヴィンが浮気をしてよくて、どうして私がダメなの？』って思ったわ」と反論した[42]。

## 個人成績
2025/5/3現在
| クラブ                 | シーズン | リーグ         | リーグ戦 | リーグ戦 | カップ戦 | カップ戦 | リーグ杯 | リーグ杯 | 国際大会 | 国際大会 | その他 | その他 | 合計 | 合計 |
| クラブ                 | シーズン | リーグ         | 出場     | 得点     | 出場     | 得点     | 出場     | 得点     | 出場     | 得点     | 出場   | 得点   | 出場 | 得点 |
| ---------------------- | -------- | -------------- | -------- | -------- | -------- | -------- | -------- | -------- | -------- | -------- | ------ | ------ | ---- | ---- |
| ヘンク                 | 2008–09  | ジュピラー     | 2        | 0        | 0        | 0        | -        | -        | -        | -        | 0      | 0      | 2    | 0    |
| ヘンク                 | 2009–10  | ジュピラー     | 35       | 3        | 2        | 0        | -        | -        | 2        | 0        | 1      | 0      | 40   | 3    |
| ヘンク                 | 2010–11  | ジュピラー     | 32       | 5        | 0        | 0        | -        | -        | 3        | 1        | 0      | 0      | 35   | 6    |
| ヘンク                 | 2011–12  | ジュピラー     | 28       | 8        | 1        | 0        | -        | -        | 6        | 0        | 1      | 0      | 36   | 8    |
| ヘンク                 | 通算     | 通算           | 97       | 16       | 3        | 0        | -        | -        | 11       | 1        | 2      | 0      | 113  | 17   |
| ブレーメン             | 2012–13  | ブンデスリーガ | 33       | 10       | 1        | 0        | -        | -        | -        | -        | 0      | 0      | 34   | 10   |
| ブレーメン             | 通算     | 通算           | 33       | 10       | 1        | 0        | -        | -        | -        | -        | 0      | 0      | 34   | 10   |
| チェルシー             | 2013–14  | プレミアリーグ | 3        | 0        | 0        | 0        | 3        | 0        | 3        | 0        | 0      | 0      | 9    | 0    |
| チェルシー             | 通算     | 通算           | 3        | 0        | 0        | 0        | 3        | 0        | 3        | 0        | 0      | 0      | 9    | 0    |
| ヴォルフスブルク       | 2013–14  | ブンデスリーガ | 16       | 3        | 2        | 0        | -        | -        | -        | -        | 0      | 0      | 18   | 3    |
| ヴォルフスブルク       | 2014–15  | ブンデスリーガ | 34       | 10       | 6        | 1        | -        | -        | 11       | 5        | 0      | 0      | 51   | 16   |
| ヴォルフスブルク       | 2015–16  | ブンデスリーガ | 2        | 0        | 1        | 1        | -        | -        | -        | -        | 1      | 0      | 4    | 1    |
| ヴォルフスブルク       | 通算     | 通算           | 52       | 13       | 9        | 2        | -        | -        | 11       | 5        | 1      | 0      | 73   | 20   |
| マンチェスター・シティ | 2015–16  | プレミアリーグ | 25       | 7        | 1        | 1        | 5        | 5        | 10       | 3        | 0      | 0      | 41   | 16   |
| マンチェスター・シティ | 2016–17  | プレミアリーグ | 36       | 6        | 5        | 0        | 1        | 0        | 7        | 1        | 0      | 0      | 49   | 7    |
| マンチェスター・シティ | 2017–18  | プレミアリーグ | 37       | 8        | 3        | 1        | 4        | 2        | 8        | 1        | 0      | 0      | 52   | 12   |
| マンチェスター・シティ | 2018–19  | プレミアリーグ | 19       | 2        | 4        | 2        | 5        | 2        | 4        | 0        | 0      | 0      | 32   | 6    |
| マンチェスター・シティ | 2019–20  | プレミアリーグ | 35       | 13       | 2        | 1        | 3        | 0        | 7        | 2        | 1      | 0      | 48   | 16   |
| マンチェスター・シティ | 2020-21  | プレミアリーグ | 25       | 6        | 3        | 1        | 4        | 0        | 8        | 3        | 0      | 0      | 40   | 10   |
| マンチェスター・シティ | 2021-22  | プレミアリーグ | 30       | 15       | 3        | 1        | 2        | 1        | 10       | 2        | 0      | 0      | 45   | 19   |
| マンチェスター・シティ | 2022-23  | プレミアリーグ | 32       | 7        | 2        | 0        | 4        | 1        | 10       | 2        | 1      | 0      | 49   | 10   |
| マンチェスター・シティ | 2023-24  | プレミアリーグ | 17       | 4        | 0        | 0        | 5        | 0        | 2        | 2        | 1      | 0      | 25   | 6    |
| マンチェスター・シティ | 通算     | 通算           | 256      | 68       | 23       | 7        | 32       | 11       | 66       | 16       | 3      | 0      | 381  | 102  |
| 総通算                 | 総通算   | 総通算         | 451      | 107      | 36       | 9        | 36       | 11       | 91       | 22       | 6      | 0      | 610  | 149  |

## 代表歴

### 出場大会
- ベルギー代表
  - 2014年 - 2014 FIFAワールドカップ（ベスト8）
  - 2016年 - UEFA EURO 2016（ベスト8）
  - 2018年 - 2018 FIFAワールドカップ（3位）
  - 2021年 - UEFA EURO 2020（ベスト8）
  - 2022年 - 2022 FIFAワールドカップ（GS敗退）

### 試合数
- 国際Aマッチ 99試合 26得点（2010年-）[43]

| ベルギー代表 | 国際Aマッチ | 国際Aマッチ |
| 年           | 出場        | 得点        |
| ------------ | ----------- | ----------- |
| 2010         | 1           | 0           |
| 2011         | 1           | 0           |
| 2012         | 6           | 1           |
| 2013         | 11          | 3           |
| 2014         | 11          | 4           |
| 2015         | 8           | 4           |
| 2016         | 12          | 1           |
| 2017         | 8           | 0           |
| 2018         | 10          | 2           |
| 2019         | 6           | 4           |
| 2020         | 4           | 1           |
| 2021         | 10          | 3           |
| 2022         | 9           | 2           |
| 2023         | 2           | 1           |
| 2024         |             |             |
| 通算         | 99          | 26          |

### 得点
| #   | 日時           | 場所                                               | 対戦相手                 | スコア | 最終結果 | 大会                                    |
| --- | -------------- | -------------------------------------------------- | ------------------------ | ------ | -------- | --------------------------------------- |
| 1.  | 2012年10月12日 | スタディオン・ツルヴェナ・ズヴェズダ、ベオグラード | セルビア                 | 0 - 2  | 0 - 3    | 2014 FIFAワールドカップ予選             |
| 2.  | 2013年3月22日  | ピリッポス2世アレナ、スコピエ                      | 北マケドニア             | 0 - 1  | 0 - 2    | 2014 FIFAワールドカップ予選             |
| 3.  | 2013年6月7日   | ボードゥアン国王競技場、ブリュッセル               | セルビア                 | 1 - 0  | 2 - 1    | 2014 FIFAワールドカップ予選             |
| 4.  | 2013年10月15日 | ボードゥアン国王競技場、ブリュッセル               | ウェールズ               | 1 - 0  | 1 - 1    | 2014 FIFAワールドカップ予選             |
| 5.  | 2014年7月1日   | アレーナ・フォンチ・ノヴァ、サルヴァドール         | アメリカ合衆国           | 1 - 0  | 2 - 1    | 2014 FIFAワールドカップ                 |
| 6.  | 2014年10月10日 | ボードゥアン国王競技場、ブリュッセル               | アンドラ                 | 1 - 0  | 6 - 0    | UEFA EURO 2016予選                      |
| 7.  | 2014年10月10日 | ボードゥアン国王競技場、ブリュッセル               | アンドラ                 | 2 - 0  | 6 - 0    | UEFA EURO 2016予選                      |
| 8.  | 2015年9月3日   | ボードゥアン国王競技場、ブリュッセル               | ボスニア・ヘルツェゴビナ | 2 - 1  | 3 - 1    | UEFA EURO 2016予選                      |
| 9.  | 2015年10月10日 | エスタディ・ナシオナル、アンドラ・ラ・ベリャ       | アンドラ                 | 0 - 2  | 1 - 4    | UEFA EURO 2016予選                      |
| 10. | 2015年10月13日 | ボードゥアン国王競技場、ブリュッセル               | イスラエル               | 2 - 0  | 3 - 1    | UEFA EURO 2016予選                      |
| 11. | 2015年11月13日 | ボードゥアン国王競技場、ブリュッセル               | イタリア                 | 2 - 1  | 3 - 1    | 親善試合                                |
| 12. | 2016年5月28日  | ジュネーヴ、スタッド・ドゥ・ジュネーヴ             | スイス                   | 1 - 2  | 1 - 2    | 親善試合                                |
| 13. | 2018年3月27日  | ボードゥアン国王競技場、ブリュッセル               | サウジアラビア           | 4 - 0  | 4 - 0    | 親善試合                                |
| 14. | 2018年7月6日   | カザン・アリーナ、カザン                           | ブラジル                 | 2 - 0  | 2 - 1    | 2018 FIFAワールドカップ                 |
| 15. | 2019年6月11日  | ボードゥアン国王競技場、ブリュッセル               | スコットランド           | 3–0    | 3–0      | UEFA EURO 2020予選                      |
| 16. | 2019年9月9日   | ハムデン・パーク、グラスゴー                       | スコットランド           | 4–0    | 4–0      | UEFA EURO 2020予選                      |
| 17. | 2019年11月19日 | ボードゥアン国王競技場、ブリュッセル               | キプロス                 | 2–1    | 6–1      | UEFA EURO 2020予選                      |
| 18. | 2019年11月19日 | ボードゥアン国王競技場、ブリュッセル               | キプロス                 | 3–1    | 6–1      | UEFA EURO 2020予選                      |
| 19. | 2020年11月19日 | デンドレーフ、ルーヴェン                           | デンマーク               | 4–1    | 4–2      | UEFAネーションズリーグ2020-21           |
| 20. | 2021年3月24日  | デンドレーフ、ルーヴェン                           | ウェールズ               | 1–1    | 3–1      | 2022 FIFAワールドカップ・ヨーロッパ予選 |
| 21. | 2021年6月18日  | パルケン・スタディオン、コペンハーゲン             | デンマーク               | 1–2    | 1–2      | UEFA EURO 2020                          |

※他に2012年11月14日のルクセンブルク戦で1ゴール決めているが、この試合はルールで認められている以上の選手交代が行われたため、FIFA非公認記録となっている。

## タイトル

### クラブ
KRCヘンク
- ジュピラー・プロ・リーグ：1回 (2010-11)

VfLヴォルフスブルク
- DFBポカール：1回 (2014-15)
- DFLスーパーカップ：1回 (2015)

マンチェスター・シティFC
- プレミアリーグ：6回 (2017-18, 2018-19, 2020-21, 2021-22,2022-23 ,2023-24)
- FAカップ：2回 (2018-19, 2022-23)
- EFLカップ：5回 (2015-16, 2017-18, 2018-19 , 2019-20, 2020-21)
- コミュニティ・シールド：2回 (2018, 2019)
- UEFAチャンピオンズリーグ：1回 (2022-23)
- UEFAスーパーカップ：1回（2023）

### 個人
- ドイツ年間最優秀選手：1回 (2015)
- PFA年間ベストイレブン：5回 (2017-18,2019-20,2020-21,2021-22,2022-23)
- プレミアリーグ・プレイメイカー・アワード（アシスト王）：4回（2016-17,2017-18,2019-20,2022-23)
- UEFAチーム・オブ・ザ・イヤー：2回（2017,2019）
- FIFAワールドカップ ドリームチーム：2018[44]
- マンチェスター・シティ年間最優秀選手賞：3回（2017-18,2019-20,2021-22）
- プレミアリーグ年間最優秀選手賞：2回（2019-20,2021-22）
- PFA年間最優秀選手賞：2回（2019-20,2020-21）
- UEFAクラブ・フットボール・アワード最優秀MF賞：2019-20
- FIFA FIFPro男子ワールドイレブン：2回（2020,2021）
- IFFHS World's Best Playmaker：2回（2020,2021）